# Kirkos
Kirkos (en amharique ቂርቆስ) est l'un des dix districts (en amharique ክፍለ ከተማ, transcription en alphabet latin kifle ketema, généralement traduit en anglais par subcity) d'Addis-Abeba, la capitale de l'Éthiopie. Situé au centre de la ville, il représente une superficie de 14,62 km2 pour une population de 235 441 habitants. 

## Sources
- Kirkos Sub-city Administration sur Addis Ababa City Government